# 織田信学
織田 信学（おだ のぶみち）は、江戸時代後期の大名。出羽国天童藩の第2代藩主。通称は八百八、兵部。官位は従五位下・伊勢守、兵部少輔、左近将監。

## 生涯
初代藩主・織田信美の長男として誕生。母は戸田忠翰の娘・朝子。
天保7年（1836年）10月13日、父・信美の死去により家督を相続する。11月1日、12代将軍・徳川家慶に御目見し、12月16日従五位下伊勢守に叙任する。後に兵部少輔、左近将監に改める。幕末の動乱期に入ると、藩財政の悪化から紅花の専売制や年貢の前納化を行う。文久2年（1862年）、祖父信浮・父信美の遺志に基づき、小幡藩時代のような国主格待遇への復帰をはかる家格上昇を幕府に嘆願したが、果たされなかった。
嘉永4年（1851年）10月25日、幕府は出羽置賜郡内の領地4640石余を収公、村山郡内に替地を与える。これによって、天童藩の領地は村山郡内にまとまった。具体的には、村山郡内21ヵ村で2万3153石余になった。
幕末の動乱期に際しては、小藩のために主体的な行動はとれなかった。慶応3年（1867年）10月、朝廷から上洛を命じられるものの、家老を名代として上洛させることを願う。慶応4年（1868年）1月10日、藩士津田勘解由らを上洛させたものの、新政府は再度信学の上洛を命じた。2月、信学は病気を理由に上洛に応じず、嫡男・信敏を派遣した。3月2日、新政府から奥羽鎮撫使先導役を命じられる。これに対し、藩士吉田大八を名代とした。3月19日、隠居し、信敏に家督を譲る。信敏は若年であり、実際の藩の運営は隠居した信学と重臣の合議で行われたと推測される。
慶応4年（1868年）閏4月4日、新政府に従わなかった庄内藩の天童攻撃により、在国していた信学とその家族らは仙台藩領へ逃げた。明治3年（1870年）4月9日、東京に移り、5月7日、明治天皇に拝謁する。明治24年（1891年）2月3日、死去。享年73。

## 系譜
子女は6男9女。
父母
- 織田信美（父）
- 朝子 ー 戸田忠翰の四女（母）

正室、継室
- 相馬益胤の娘（正室）
- 糸子 ー 相馬益胤の娘（継室）

子女
- 織田信敏（四男）
- 織田寿重丸（六男）